# Kamp Krusty
Kamp Krusty, titulado Kampamento Krusty en España y Campo Krusty en Hispanoamérica, es el primer episodio de la cuarta temporada de la serie animada Los Simpson, originalmente emitido por FOX el 15 y 24 de septiembre de 1992. El episodio fue escrito por Jon Vitti y dirigido por Jim Reardon. Es considerado el mejor episodio de esta temporada y uno de los mejores de la serie completa. Originalmente este episodio iba a ser una película pero los escritores del programa tuvieron problemas para poder alargar la trama y entonces se decidió hacer de este un episodio normal.

## Sinopsis
Bart se siente muy preocupado porque se acerca el fin del año escolar y tiene muchos deseos de ir al campamento Krusty (donde todo es diversión según el dueño) pero Homer sólo le dejará ir si aprueba todos los cursos; y como siempre, sus notas finales son horribles. Lisa también tiene deseos de ir al campamento, pero su caso es totalmente diferente: ella es una sabelotodo y puede ir cuando quiera, pero en su libreta final tiene un B+ (notable) en conducta, lo cual para ella es un insulto.
Bart, en un intento desesperado por ir a ver a Krusty, falsifica la nota entregada: del D- (suspendido) que tiene en todas las asignaturas pasa al A+ (super matrícula de honor). Brillante, se dice a sí mismo, pero hay un problema: esa nota no existe. Homer, al ver su libreta de notas, le explica: un D- (suspendido) se hace un B+ (notable) fácilmente. Pero Homer, contra todo pronóstico, deja ir a Bart a pasar el verano al campo Krusty, al parecer por compasión y porque dice que no quiere que Bart flojee todo el verano.
Los alumnos de la escuela primaria salen muy felices del último día de clases, y de inmediato corren a tomar el autobús de Otto para ir al campamento Krusty. Homer y Marge se despiden de sus hijos y se disponen a pasar el verano sin molestias, al igual que el resto de los adultos. Skinner deja encargada la escuela a Willie el escocés.
En el campamento, los niños se dan cuenta poco a poco de la realidad del lugar: el administrador es un socio inescrupuloso llamado Señor Black, que contrata a los abusones de la escuela para someter a los niños a un régimen muy cercano a la esclavitud. Más que un campamento, parece un campo de concentración nazi. Bart soporta las caminatas de la muerte, la mala comida, las privaciones, los peligros, el trabajo largo y fatigoso de fabricar billeteras, y las terribles heladas en la noche, sólo porque cree en la llegada de Krusty, quien arribaría para solucionar todo.
Pasan dos meses y Krusty no llega. El grupo está harto de las penurias que pasan día a día, y Lisa decide enviar una carta a sus padres, por medio de un cartero montado, porque el campamento Krusty no tenía teléfonos y estaba incomunicado con la ciudad. Pero Homer y Marge, que han bajado varios kilos y han mejorado su estado anímico, no hacen mucho caso de la misiva, creyendo que sólo estaba exagerando y dijeron que cuando iban a recogerlos Bart y Lisa van querer seguir estando ahí.
Mientras tanto, Krusty estaba en Inglaterra, viendo partidos de tenis de Wimbledon con la reina Isabel II, al parecer sin importarle el campamento.
Los niños se reúnen por orden de Black, faltando dos semanas para el fin del verano. En el colmo del cinismo, Black intenta engañar a los niños trayendo a Barney Gumble, haciéndolo pasar por Krusty. Totalmente exasperado, Bart recuerda todas la veces que ha sufrido por la pésima calidad de los productos de Krusty, y afirma que esta vez fue demasiado lejos, entonces se rebela y llama a tomar el campo Krusty recibiendo el apoyo de todos los niños. Desesperado,  Black decide huir lejos junto con los bravucones. Los niños se salen totalmente de control y la prensa va a observar cómo el grupo quema un muñeco de Krusty al estilo indio, y convierten el lugar en el "Campamento Bart" (motrando una calavera con la silueta de la cabeza de Bart). Homer mismo llega a verlo por televisión, y le bastó ver a Bart como jefe del movimiento para subir de peso y perder su escaso cabello nuevo.
Krusty, finalmente llega al campamento y tiene un encuentro con los niños, los que al principio no lo reconocen, y se disculpa y admite que lo sobornaron para dejar el campamento en manos de su socio. Para compensarlo, los niños y Krusty pasan las últimas dos semanas de vacaciones en Tijuana, México (según Krusty, el lugar más feliz de la tierra).

## Producción

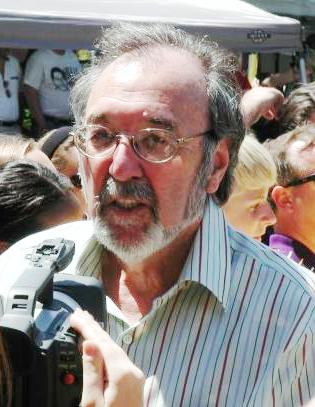
James L Brooks

La idea de que los niños tuvieran que ir a un campamento dirigido por Krusty fue sugerida por David M. Stern. Los animadores estuvieron entusiastas con respecto a hacer este episodio porque todos ellos habían ido a campamentos de verano cuando eran niños, y pensaron que sería un episodio divertido de escribir. Los escritores también pensaron que "sería divertido que mientras los niños están fuera el matrimonio de Homer y Marge está mejor que nunca." El diseño de la cabaña de Bart y Lisa fue influenciada por el director, Mark Kirkland, quien cuando era niño fue a un campamento de niños exploradores con una cabaña en condiciones similares. Kirkland también estaba seguro de que el señor Black volvería a aparecer en la serie, lo cual nunca ocurrió.
Después de ver el ya terminado episodio, James L. Brooks llamó a los escritores y sugirió que Kamp Krusty debería ser usado para una película. Sin embargo, al final no se pudo hacer por falta de extensión. Para complicar más las cosas, el episodio fue elegido para ser el primero de la temporada. Como dijo Brooks, "Para empezar, si lo hacemos como película no tendremos premiere, y si no podemos hacer que dure 17 minutos, ¿cómo haremos 80?" Este también fue el último episodio animado por Klasky Csupo.